# Churk Ghurma
Churk Ghurma é uma cidade e uma nagar panchayat no distrito de Sonbhadra, no estado indiano de Uttar Pradesh.

## Demografia
Segundo o censo de 2001, Churk Ghurma tinha uma população de 8685 habitantes. Os indivíduos do sexo masculino constituem 53% da população e os do sexo feminino 47%. Churk Ghurma tem uma taxa de literacia de 70%, superior à média nacional de 59.5%: a literacia no sexo masculino é de 79% e no sexo feminino é de 61%. Em Churk Ghurma, 14% da população está abaixo dos 6 anos de idade.